# 汉源街道
汉源街道是中华人民共和国江苏省徐州市沛县下辖的一个街道办事处。
2014年10月16日，江苏省人民政府批复同意撤销沛城镇、大屯镇，以原沛城镇的小街子、刘园、韩坝、北孔庄、王楼、孟桥、那庄7个居委会和前滩、陈楼、韩楼3个村委会，以及原大屯镇的四座楼、八里屯、徐王庄3个居委会和刘寨村委会区域设立汉源街道办事处，街道办事处驻汉邦路37号。

## 行政区划
汉源街道下辖以下村级行政区划单位：
刘寨村、前滩社区、陈楼村、韩楼村、刘园社区、小街子社区、韩坝社区、北孔庄社区、王楼社区、八里屯社区、四座楼社区、孟桥社区、那庄社区和徐王庄社区。